# Danmei
El danmei (en chino simplificado, 耽美; pinyin, dānměi; literalmente, ‘belleza deleitable’) es un género de literatura y otros medios ficticios que presenta relaciones románticas entre personajes masculinos. El danmei generalmente es creado y dirigido a una audiencia femenina. Si bien las obras de danmei y sus adaptaciones han logrado una gran popularidad en China y en todo el mundo, su estatus legal sigue siendo ambiguo debido a las políticas de censura chinas. La contraparte del danmei se conoce como baihe (en chino simplificado, 百合; pinyin, bǎihé; literalmente, ‘lirios’), un préstamo ortográfico del japonés yuri. Este género se enfoca en las relaciones homosexuales entre mujeres, pero no es tan conocido ni popular como el danmei.

## Historia
El género boys' love (abreviado como BL), centrado en el romance homosexual masculino, se originó en el manga japonés en la década de los setenta. Se introdujo a China en los años noventa, a través de manga traducido ilegalmente en Taiwán. El término danmei surge de la palabra japonesa tanbi (耽美?  "esteticismo"), por lo que las fanáticas chinas con frecuencia utilizan danmei y BL indistintamente. 
Para 1999 se habían fundado numerosos foros en línea sobre danmei. Estos espacios empezaron como comunidades de fans chinos del BL japonés, pero pronto comenzaron a presentar trabajos de fans y novelas danmei originales por jóvenes chinas. En 1999 también se fundó la primera revista impresa dedicada al género, Danmei Season, que se continuó publicando hasta 2013 a pesar de no tener un permiso oficial para ello.
Aunque las primeras comunidades danmei en línea eran dirigidas en su mayoría por grupos amateur de fans, gradualmente esos sitios web fueron suplantados por un gran número de sitios comerciales de ficción que se fundaron en la década del 2000. El más grande de estos, Jìnjiāng Wénxuéchéng (晋江文学城S, lit. «Ciudad literaria de Jinjiang»), fue fundado en 2003. Ha acumulado desde entonces 7 millones de usuarios registrados y más de 500,000 títulos. Los trabajos publicados en Jinjiang incluyen tanto trabajos originales como fanfiction; así como abarcan el romance heterosexual, gay y lésbico, además de historias de otros géneros. Sin embargo, la plataforma es más conocida por sus novelas danmei originales.
El género danmei alcanzó una mayor audiencia en China y el resto del mundo en la segunda década del siglo XXI. Esto ocurrió por adaptaciones censuradas como Guardian (2018, Youku) y The Untamed (2019, Tencent Video) que recibieron millones de vistas y obtuvieron distribución internacional. En 2020, productores de cine y televisión compraron los derechos de 59 títulos danmei.

## Características del género
Los trabajos danmei siempre enfatizan el romance entre hombres, pero difieren ampliamente en el resto de su composición. Muchos trabajos toman temas y escenarios de géneros literarios chinos como el wuxia y el xianxia o incorporan elementos de otros géneros como deportes y ciencia ficción.
Es común, mas no universal, que los dos protagonistas de un título danmei se etiqueten de acuerdo al rol sexual que desempeñan como gōng (攻S, lit. «atacante») y shòu (受S, lit. «receptor»), que son análogos a los términos japoneses seme y uke. Algunos trabajos no utilizan estos roles; en su lugar, se refieren a los protagonistas como hùgōng (互攻S, lit. «ataque mutuo»). El danmei se ha criticado por su adherencia a roles de género heteronormativos al representar relaciones del mismo sexo. Sin embargo, en años recientes, el género ha crecido a tal grado, que se puede encontrar una gran variedad de diferentes dinámicas de pareja.

## Audiencia
Globalmente, la demografía de los espectadores del danmei varía. Se reporta que las mujeres heterosexuales son predominantes en el fandom chino. Una encuesta de la audiencia china realizada entre 2015 y 2018 encontró que alrededor del 88% de ese grupo se identifica como femenino, 66.5% se identifica como heterosexual, 15.7% se identifica como bisexual y 2.7% se identifica como homosexual. Entre los fans de la esfera anglosajona, la investigadora cualitativa Anna Madill escribió que "hay una proporción considerable de mujeres con identidades (e incertidumbres) sexuales heterogéneas y un grupo relativamente pequeño, pero no insignificante, de fans masculinos gay". Ya que el danmei se crea y consume principalmente por mujeres heterosexuales, se considera que tiene una perspectiva femenina y un encuadre heteronormativo. Por otra parte, los fans del danmei destacan la igualdad entre una pareja como parte del atractivo del género, especialmente en comparación con el romance heterosexual.
Las fanáticas del danmei se suelen referir a sí mismas como fǔ nǚ (腐女S, lit. «mujer podrida») que es un término prestado del japonés, fujoshi.

## Medios
Muchas de las propiedades danmei populares surgieron como novelas web, que se publican de manera serial en sitios como Jinjiang, Liancheng Read y Danmei Chinese Web. Los lectores pagan por nuevos capítulos conforme se van estrenando.
Las novelas completas también pueden ser publicadas en formato físico en China (ya sea mediante la autopublicación o a través de Taiwán) y en el extranjero. Las traducciones hechas por fans de novelas web chinas, especialmente del género danmei, son abundantes.
Las novelas danmei se adaptan frecuentemente como manhua, donghua, audiodramas y series televisivas de imagen real, que pueden conservar o no elementos queer. Las adaptaciones de danmei a web series de imagen real han tenido gran éxito comercial gracias a los productores y la negociación de las audiencias con las demandas de censura del gobierno chino y también por una cultura consumidora mayor.
La creación de cómics danmei originales es poco común en comparación con el mercado japonés, donde el manga es el medio dominante del género BL.

## Censura
A pesar de su popularidad, el contenido danmei está en constante riesgo de acción legal por parte del gobierno chino, ya que "rompe dos tabúes sociales a la vez: pornografía y homosexualidad". Aunque las leyes sobre su posesión y distribución son ambiguas, la pornografía es ilegal en China y la literatura danmei con contenido sexual explícito es clasificada como tal. La homosexualidad en sí ha sido descriminalizada en China desde 1997, pero debido a definiciones legales vagas de "obscenidad" y "comportamiento sexual anormal", incluso la literatura queer no explícita puede ser sujeta a censura.
Redadas anti-porno en 2004, 2010 y 2014 resultaron en la clausura de muchos sitios web y foros danmei. En 2011 las autoridades chinas cerraron un sitio danmei que albergaba 1200 trabajos y su fundador, Wang Ming, fue multado y encarcelado por 18 meses. En octubre de 2018, una autora de novelas danmei que escribía bajo el seudónimo de Tianyi fue sentenciada a diez años de prisión después de que su novela autopublicada sobre un romance entre estudiante y maestro, que además incluía abuso sexual, vendiera más de 7000 copias. Lo cual quebrantaba las leyes sobre ganancias comerciales excesivas de libros no registrados.
Las estrictas políticas de censura ocasionan que algunas comunidades danmei se autoregulen, con sitios como Jinjiang que pide a sus lectores que reporten los trabajos explícitos para eliminarse. Algunos autores chinos evaden las restricciones en pornografía al albergar las porciones explícitas de sus trabajos en sitios web taiwaneses.
En 2016, el drama web Addicted (basado en una novela BL) fue abruptamente removida de todas las plataformas de streaming de China continental, antes de que terminara de emitirse, por órdenes del Estado Administrativo de Prensa, Publicación, Radio, Cine y Televisión (EAPPRCT). La siguiente semana, la Asociación de la Industria Productora de Drama Televisivo Chino publicó lineamientos fechados el 31 de diciembre de 2015 que prohibían la representación televisiva de "comportamientos y relaciones sexuales anormales", incluyendo las relaciones del mismo sexo. Estos nuevos lineamientos afectaron los dramas web, que históricamente habían tenido menos restricciones que la transmisión por televisión. El EAPPRCT decretó regulaciones incluso más estrictas sobre programas en línea en junio de 2017.
Múltiples novelas danmei han sido adaptadas a series de imagen real desde el 2017, ya que sortean las regulaciones al remover elementos románticos homosexuales explícitos, pero manteniendo el subtexto queer. En 2018, poco después de estrenar su episodio final, la adaptación de la novela Guardian fue retirada de las plataformas de streaming debido a "ajustes de contenido" que obedecían la directiva del EAPPRCT para "limpiar las programaciones de contenido vulgar y dañino". Más tarde, fue reestrenada con escenas editadas o eliminadas, pero ninguna que correspondiera a subtexto homoerótico.
Para cumplir con las políticas de censura, las adaptaciones de gran presupuesto usualmente reemplazan el romance homosexual explícito con una profunda amistad homosocial. De forma que la posibilidad de una relación más íntima es intencionalmente ambigua. Las adaptaciones que presentan este tipo de relaciones no románticas a veces se denominan dangai.